# Chamoedi
Koning Chamoedi was de laatste heerser van de 15e dynastie.

## Biografie
Volgens de legende was deze koning de vijand van Ahmose. Deze koning was de laatste der grote Hyksos. Volgens de Rhind-papyrus in jaar 11 van Chamoedi regering, kwam de prins Ahmose en veroverde Heliopolis en Sile. In het volgende jaar moest Chamoedi zijn hoofdstad Avaris verdedigen. Manetho overdrijft zijn regeringsleeftijd namelijk 49 jaar en 2 maanden. Uit onderzoek blijkt dat hij 10 tot 11 jaar heeft geregeerd.